# Хронологія поширення COVID-19 (липень 2021)
Стаття описує поширення коронавірусу тяжкого гострого респіраторного синдрому-2, що спричинив спалах коронавірусної хвороби 2019, у липні 2021 року. Уперше хвороба була зареєстрована в місті Ухань у КНР у грудні 2019 року.

## Хронологія пандемії

### 1 липня
- Фіджі повідомили про 431 новий випадок хвороби, і повідомили про 3 смерті.[1]
- Малайзія повідомила про 6988 нових випадків хвороби, загальна кількість випадків зросла до 758967. Зареєстровано 5580 одужань, що довело загальну кількість одужань до 688260. Зареєстровано 84 смерті, що збільшило кількість померлих до 5254. Зареєстровано 65453 активних випадків хвороби, з них 917 у реанімації та 445 на апараті штучної вентиляції легень.[2]
- Нова Зеландія повідомила про один новий випадок хвороби, загальна кількість випадків зросла до 2740 (2384 підтверджених і 356 ймовірних). 3 раніше зареєстровані випадки також були перекласифіковані, що спричинило зменшення на 2 випадки. Повідомлялося про одне одужання, що загальна кількість одужань зросла до 2686. Кількість померлих залишилася на рівні 26.
- У Сінгапурі повідомили про 10 нових випадків хвороби, у тому числі 4 з місцевою передачею та 6 завезених, що загальна кількість випадків зросла до 62589. З випадків місцевої передачі всі пов'язані з попередніми випадками.[3] Одужали 6 хворих, загальна кількість оидужань зросла до 62234. Кількість померлих залишилася на рівні 36.[4]
- Україна повідомила про 705 нових випадків та 51 нову смерть за добу, загальна кількість зросла до 2235801 та 52391 відповідно; загалом одужали 2168387 хворих.[5]

### 2 липня
- Фіджі підтвердили 404 нових випадки COVID-19 і повідомили про одну смерть.[6]
- Індія повідомила про 853 нових смерті, кількість померлих зросла до понад 400 тисяч. Було зареєстровано 46617 нових випадків хвороби, загальна кількість випадків зросла до 30458251.[7]
- У Малайзії повідомили про 6982 нових випадків хвороби, загальна кількість випадків зросла до 765949. Зареєстровано 6278 нових одужань, загальна кількість одужань зросла до 694538. Повідомлено про 73 нові смерті, внаслідок чого кількість померлих зросла до 5327. Зареєстровано 66084 активних випадків хвороби, 905 перебували у відділенні інтенсивної терапії та 443 на апараті штучної вентиляції легень.[8]
- Нова Зеландія повідомила про 3 нових випадки хвороби, загальна кількість випадків зросла до 2942 (2386 підтверджених і 356 ймовірних). Один раніше зареєстрований випадок було перекласифіковано, що дало чисте збільшення на 2 випадки. Зареєстровано 3 одужання, загальна кількість одужань зросла до 2689. Кількість померлих залишилася на рівня 26. Було 27 активних випадків хвороби.[9]
- У Сінгапурі повідомили про 10 нових випадків, у тому числі 3 з місцевою передачею вірусу та 7 завезених, загальна кількість випадків зросла до 62599. З випадків місцевої передачі один з них не пов'язаний з іншими випадками.[10] 16 хворих одужали, внаслідок чого загальна кількість одужань досягла 62250. Кількість померлих залишилася на рівні 36.[11]
- У ПАР зареєстровано понад 2 мільйони випадків хвороби.[12]
- Україна повідомила про 696 нових випадків хвороби за добу та 33 нових випадки смерті за добу, загальна кількість зросла до 2236497 і 52424 відповідно; загалом одужали 2169584 хворі.[13]

### 3 липня
- Фіджі підтвердили 386 нових випадків хвороби і повідомили про 2 смерті.[14]
- Малайзія повідомила про 6658 нових випадків хвороби, загальна кількість випадків зросла до 772607. Зареєстровано 5677 одужань, загальна кількість одужань зросла до 700215. Зареєстровано 107 смертей, кількість померлих зросла до 5434 осіб. Зареєстровано 66958 активних випадків хвороби, з них 892 у реанімації та 443 на апараті штучної вентиляції легень.[15]
- У Сінгапурі повідомили про 7 нових випадків хвороби, включаючи 4 з місцевою передачею вірусу та 3 завезені, внаслідок чого загальна кількість випадків досягла 62606. З випадків місцевої передачі всі пов'язані з попередніми випадками.[16] Одужали 15 хворих, загальна кількість випадків зросла до 62265. Кількість померлих залишилася на рівні 36.[17]
- Україна повідомила про 705 новий випадок хвороби за добу та 36 нових смертей за добу, загальна кількість зросла до 2237202 та 52460 відповідно; загалом одужали 2170656 хворих.[18]

### 4 липня
- Фіджі підтвердили 522 нових випадки хвороби і повідомили про 3 смерті, кількість померлих зросла до 30.[19]
- Малайзія повідомила про 6045 нових випадків хвороби, внаслідок чого загальна кількість випадків досягла 778652. Повідомлено про 5271 нове одужання, загальна кількість одужань зросла до 705486. Зареєстровано 63 смерті, кількість померлих зросла до 5497. Зареєстровано 67660 активних випадків хвороби, з них 917 у реанімації та 443 на апараті штучної вентиляції легень.[20]
- Нова Зеландія повідомила про 9 нових випадків хвороби, загальна кількість випадків зросла до 2751 (2395 підтверджених і 356 ймовірних). Зареєстровано 4 одужання, загальна кількість одужань зросла до 2693. Кількість померлих залишилася на рівні 26. У керованій ізоляції перебували 32 особи.[21]
- Сінгапур повідомив про 11 нових випадків хвороби, у тому числі один з місцевою передачею вірусу і 10 завезених, загальна кількість випадків зросла до 62617.[22] 21 хворий одужав, загальна кількість одужань зросла до 62286. Кількість померлих залишилася на рівні 36.[23]
- Україна повідомила про 351 новий випадок хвороби за добу та 10 нових смертей за добу, загальна кількість зросла до 2237553 та 52470 відповідно; загалом одужали 2171182 хворих.[24]

### 5 липня
- Фіджі підтвердили 332 нових випадки хвороби, загальна кількість випадків зросла до 6513. Зареєстровано 78 одужань, внаслідок чого загальна кількість одужань зросла до 1287. Повідомлено про 3 перших смерті. Було 5178 активних випадків хвороби в ізоляції.[25]
- Малайзія повідомила про 6387 нових випдків хвороби, загальна кількість випадків зросла до 785039. Зареєстровано 4523 нові одужання, загальна кількість одужань зросла до 710018. Зареєстровано 77 смертей, кількість померлих зросла до 5547. Зареєстровано 69447 активних випадків хвороби, з них 923 у реанімації та 433 на штучній вентиляції легень.[26]
- Нова Зеландія повідомила про 7 нових випадків хвороби, загальна кількість випадків хвороби зросла до 2758 (2402 підтверджених і 356 ймовірних). Кількість одужань залишилася на рівні 2693, а кількість померлих — на рівні 26. У керованій ізоляції перебували 39 випадків хвороби.[27]
- Сінгапур повідомив про 13 нових випадків хвороби, у тому числі 6 з місцевою передачею вірусу і 7 завезених, загальна кількість випадків зросла до 62630. Серед випадків місцевої передачі 2 не пов'язані з іншими випадками.[28] 13 хворих одужали, внаслідок чого загальна кількість одужань склала 62299. Кількість померлих залишилася на рівні 36.[29]
- Україна повідомила про 270 нових випадків хвороби за добу та 14 нових смертей за добу, загальна кількість зросла до 2237823 та 52484 відповідно; загалом одужав 2171601 хворий.[30]

### 6 липня
Щотижневий звіт Всесвітньої організації охорони здоров'я:
- Фіджі підтвердили 636 нових випадків хвороби, і повідомили про 6 смертей, загальна кількість смертей зросла до 39. З березня 2020 року на Фіджі було зареєстровано понад 7 тисяч випадків хвороби та 1318 одужань.[32]
- Малайзія повідомила про 7654 нові випадки хвороби, загальна кількість випадків зросла до 792693. Зареєстровано 4797 нових одужань, загальна кількість одужань до 714815. Зареєстровано 103 смерті, кількість померлих до 5677. Зареєстровано 72201 активний випадок хвороби, 943 у реанімації та 450 на штучній вентиляції легень.[33]
- Нова Зеландія повідомила про один новий випадок хвороби, тоді як один раніше зареєстрований випадок було перекласифіковано; загальна кількість випадків зросла до 2758 (2402 підтверджених і 356 ймовірних). 3 хворих одужали, загальна кількість одужань зросла до 2696. Кількість померлих залишилася на рівні 26. У керованій ізоляції перебували 36 випадків хвороби.[34] Того ж дня міністерство охорони здоров'я підтвердило, що двоє моряків із COVID-19 перебували на самоізоляції на судні біля узбережжя Таранакі.[35]
- Сінгапур повідомив про 10 нових випадків хвороби, в тому числі 2 з місцевою передачею вірусу і 8 завезених, загальна кількість випадків зросла до 62640. З випадків місцевої передачі один не пов'язаний з іншими, один проживав у гуртожитку.[36] Зареєстровано 14 одужань, загальна кількість одужань зросла до 62313. Кількість померлих залишилася на рівні 36.[37]
- Україна повідомила про 541 новий випадок за добу та 20 нових смертей за добу, загальна кількість зросла до 2238364 та 52504 відповідно; загалом одужали 2172687 хворих.[38]

### 7 липня
- Фіджі підтвердили 791 новий випадок хвороби і повідомили про 3 смерті, кількість померлих зросла до 42.[39]
- Малайзія повідомила про 7097 нових випадків хвороби, внаслідок чого загальна кількість випадків досягла 799790. Зареєстровано 4863 одужання, загальна кількість одужань зросла до 719678. Зареєстровано 91 смерть, кількість померлих зросла до 5768 осіб. Налічувалось 74344 активних випадків, з них 948 у реанімації та 441 на апараті штучної вентиляції легень.[40]
- Нова Зеландія повідомила про 5 нових випадків хвороби, загальна кількість випадків зросла до 2763 (2407 підтверджених і 356 ймовірних). Зареєстровано одне одужання, загальна кількість одужань зросла до 2697. Кількість померлих залишилася на рівні 26. Налічувалось 40 активних випадків хвороби.[41]
- У Сінгапурі повідомили про 12 нових випадків хвороби, у тому числі 5 з місцевою передачею вірусу та 7 завезених, загальна кількість випадків зросла до 62652. Серед випадків місцевої передачі 2 з них не пов'язані з іншими випадками.[42] 28 хворих одужали, внаслідок чого загальна кількість одужань склала 62341. Кількість померлих залишилася на рівні 36.[43]
- Україна повідомила про 610 нових випадків хвороби за добу та 33 нових випадки смерті за добу, загальна кількість до 2238974 та 52537 відповідно; загалом одужали 2174353 хворі.[44]

### 8 липня
- На Фіджі підтвердили 721 новий випадок COVID-19 і повідомили про 6 смертей, унаслідок чого кількість померлих досягла 48. Того дня одужав 101 хворий.[45]
- Малайзія повідомила про 8868 нових випадків хвороби, загальна кількість випадків зросла до 808658. Зареєстровано 5802 нових одужань, загальна кількість одужань зросла до 725840. Зареєстровано 135 смертей, кількість померлих зросла до 5903. Зареєстровано 77275 активних випадків хвороби, з них 952 у реанімації та 445 на апараті штучної вентиляції легень.[46]
- Нова Зеландія повідомила про один новий випадок хвороби, загальна кількість випадків зросла до 2764 (2408 підтверджених і 356 ймовірних). Кількість одужань залишилася на рівні 2697, а кількість померлих — 26. У керованій ізоляції перебував 41 випадок хвороби.[47]
- У Сінгапурі повідомили про 16 нових випадків хвороби, у тому числі 3 з місцевою передачею вірусу і 13 завезених, загальна кількість випадків зросла до 62668.[48] 22 хворі одужали, внаслідок чого загальна кількість одужань зросла до 62363. Кількість померлих залишилася на рівні 36.[49]
- Україна повідомила про 617 нових випадків хвороби за добу та 23 нових випадки смерті за добу, загальна кількість зросла до 2239591 та 52560 відповідно; загалом одужали 2175225 хворих.[50]
- У Великій Британії кількість випадків COVID-19 перевищила 5 мільйонів, а кількість померлих становила 128336.
- Кількість померлих у світі перевищила 4 мільйони.[51]

### 9 липня
- У Бангладеш кількість випадків COVID-19 перевищила 1 мільйон.[52]
- Бразилія перевищила поріг у 19 мільйонів випадків COVID-19, а кількість померлих досягла 531688.[53]
- Фіджі підтвердили 860 нових випадків COVID-19 і повідомили про 3 смерті, кількість померлих зросла до 51.[54]
- Малайзія повідомила про 9180 нових випадків хвороби, внаслідок чого загальна кількість випадків досягла 817838. Зареєстровано 5713 нових одужань, загальна кількість одужань зросла до 731193. Зареєстровано 77 смертей, кількість померлих зросла до 5980. Налічувалось 80665 активних випадків хвороби, з них 959 у реанімації та 465 на апараті штучної вентиляції легень.[55]
- Нова Зеландія повідомила про один новий випадок хвороби, загальна кількість випадків зросла до 2765 (2409 підтверджених і 356 ймовірних). 10 хворих одужали, внаслідок чого загальна кількість одужань досягла 2707. Кількість померлих залишилася на рівні 26. У керованій ізоляції перебували 32 активні випадки хвороби.[56]
- У Сінгапурі повідомили про 10 нових випадків хвороби, в тому числі один з місцевою передачею вірусу і 9 завезених, загальна кількість випадків зросла до 62678.[57] Зареєстровано 11 одужань, загальна кількість одужань зросла до 62374. Кількість померлих залишилася на рівні 36.[58]
- Україна повідомила про 655 нових випадків хвороби за добу та 12 нових смертей за добу, загальна кількість випадків зросла до 2240246 та 52572 відповідно; загалом одужали 2176110 хворих.[59]
- Співак K-pop Сан з Ateez отримав позитивний тест на COVID-19.[60]

### 10 липня
- Канадська провінція Онтаріо повідомила про 179 нових випадків хвороби.[61][62][63]
- Фіджі підтвердили 506 нових випадків COVID-19 і повідомили про одну смерть, внаслідок чого кількість померлих зросла до 52.[64]
- Малайзія повідомила про 9353 нові випадки хвороби, загальна кількість випадків зросла до 827191. Зареєстровано 5910 нових одужань, загальна кількість одужань зросла до 737103. Зареєстровано 87 смертей, кількість померлих зросла до 6067. Налічувався 84021 активний випадок хвороби, з них 959 у реанімації та 451 на апараті штучної вентиляції легень.[65]
- Сінгапур повідомив про 6 нових завезених випадків хвороби, загальна кількість випадків зросла до 62684.[66] 23 хворі одужали, загальна кількість одужань зросла до 62397. Кількість померлих залишилася на рівні 36.[67]
- Україна повідомила про 507 нових випадків хвороби за добу та про 20 нових смертей за добу, загальна кількість зросла до 2240753 та 52592 відповідно; загалом одужали 2176919 хворих.[68]

### 11 липня
- Фіджі повідомили про 485 нових випадків COVID-19 і 3 смерті, внаслідок чого кількість смертей досягла 55.[69]
- Малайзія повідомила про 9105 нових випадків хвороби, внаслідок чого загальна кількість випадків досягла 836296. Зареєстровано 5194 нові одужання, загальна кількість одужань зросла до 742297. Зареєстровано 91 смерть, кількість померлих зросла до 6158. Налічувався 87841 активний випадок хвороби, з них 961 у реанімації та 455 на апараті штучної вентиляції легень.[70]
- Нова Зеландія повідомила про 3 нові випадки хвороби, а один раніше зареєстрований випадок був перекласифікований; загальна кількість випадків зросла до 2767 (2411 підтверджених і 356 ймовірних). Загальна кількість одужань залишилася на рівні 2707, а кількість померлих — 26. Налічувалось 34 активні випадки хвороби.[71]
- У Сінгапурі повідомили про 8 нових випадків хвороби, в тому числі один з місцевою передачею вірусу і 7 завезених, загальна кількість випадків зросла до 62692.[72] 17 хворих одужали, внаслідок чого загальна кількість одужань склала 62414. Кількість померлих залишилася на рівні 36.[73]
- Україна повідомила про 290 нових випадків хвороби за добу та 5 нових смертей за добу, загальна кількість зросла до 2241043 та 52597 відповідно; загалом одужали 2177293 хворі.[74]

### 12 липня
- Фіджі підтвердили 873 нових випадки COVID-19 і повідомил про 3 випадки смерті, внаслідок чого кількість померлих досягла 58.[75]
- Малайзія повідомила про 8574 нових випадки хвороби, загальна кількість випадків зросла до 844870. Зареєстровано 5041 нове одужання, загальна кількість одужань зросла до 747338. Зареєстровано 102 смерті, кількість померлих зросла до 6260. Налічувалось 91272 активні випадки хвороби, з них 964 у реанімації та 452 на штучній вентиляції легень.[76]
- Нова Зеландія повідомила про один новий випадок хвороби, загальна кількість випадків зросла до 2768 (2412 підтверджених і 356 ймовірних). Двоє хворих одужали, загальна кількість одужань зросла до 2709. Кількість померлих залишилася на рівні 26. Налічувалось 33 активні випадки хвороби.[77]
- У Сінгапурі повідомили про 26 нових випадків, у тому числі 8 із місцевою передачею вірусу та 18 завезених, загальна кількість випадків зросла до 62718.[78] З випадків місцевої передачі 3 не були пов'язані з іншими випадками. Зареєстровано 18 одужань, загальна кількість одужань зросла до 62432. Кількість померлих залишилася на рівні 36.[79][80]
- Україна повідомила про 174 нових випадки хвороби за добу та 7 нових смертей за добу, загальна кількість випадків зросла до 2241217 і 52604 відповідно; загалом одужали 2177529 хворих.[81]

### 13 липня
Щотижневий звіт Всесвітньої організації охорони здоров'я:
- Фіджі підтвердили 647 нових випадків COVID-19, і повідомили про одну смерть, в результаті чого кількість померлих зросла до 59.[83]
- Малайзія повідомила про 11079 нових випадків хвороби, загальна кількість випадків зросла до 855949. Зареєстровано 5990 одужань, загальна кількість одужань зросла до 753328. Зареєстровано 125 смертей, кількість померлих зросла до 6385. Зареєстровано 96236 активних випадків хвороби, з них 972 у реанімації та 436 на апараті штучної вентиляції легень.[84]
- Нова Зеландія повідомила про 18 нових випадків хвороби, загальна кількість випадків зросла до 2786 (2430 підтверджених і 356 ймовірних). Одужали 8 хворих, загальна кількість одужань зросла до 2717. Кількість померлих залишилася на рівні 26. Налічувалося 43 активних випадки хвороби.[85]
- Сінгапур повідомив про 26 нових випадків хвороби, у тому числі 19 з місцевою передачею вірусу та 7 завезених, загальна кількість випадків зросла до 62744.[86] З випадків місцевої передачі 8 були пов'язані з кластером KTV, а пізніше ще 4 випадки були пов'язані з цим кластером. 21 хворий одужав, загальна кількість одужань зросла до 62453. Кількість померлих залишилася на рівні 36.[87]
- Україна повідомила про 481 новий випадок хвороби за добу та 36 нових смертей за добу, загальна кількість випадків зросла до 2241698 і 52640 відповідно; загалом одужали 2178279 хворих.[88]

### 14 липня
- Фіджі підтвердили 634 нових випадки хвороби, і повідомили про рекордну кількість 10 смертей, кількість померлих зросла до 69.[89]
- Малайзія повідомила про 11618 нових випадків хвороби, загальна кількість випадків зросла до 867567. Зареєстровано 6377 одужань, загальна кількість одужань зросла до 759705. Зареєстровано 118 смертей, кількість померлих зросла до 6503. Зареєстровано 101359 активних випадків хвороби, з них 878 у реанімації та 432 на штучній вентиляції легень.[90]
- Нова Зеландія повідомила про 4 нові випадки хвороби, загальна кількість випадків зросла до 2790 (2434 підтверджених і 356 ймовірних). Зареєстровано 5 нових одужань, загальна кількість одужань зросла до 2722. Кількість померлих залишилася на рівні 26. У керованій ізоляції перебували 42 активні випадки хвороби.[91]
- У Сінгапурі повідомили про 60 нових випадків, у тому числі 56 з місцевою передачею вірусу і 4 завезених, внаслідок чого загальна кількість випадків досягла 62804. З випадків місцевої передачі 41 був пов'язаний з кластером KTV. Згодом з цим кластером пов'язали ще один випадок.[92] 14 хворих одужали, внаслідок чого загальна кількість одужань склала 62467. Кількість померлих залишилася на рівні 36.[93]
- В Іспанії кількість випадків перевищила 4 мільйони.[94]
- Україна повідомила про 547 нових випадків хвороби за добу та 25 нових смертей за добу, загальна кількість зросла до 2242245 та 52665 відповідно; загалом одужали 2179076 хворих.[95]

### 15 липня
- Фіджі підтвердили 1220 нових випадків COVID-19 і повідомили про 5 смертей, кількість померлих зросла до 74.[96]
- Малайзія повідомила про 13215 нових випадків хвороби, загальна кількість випадків зросла до 880782. Зареєстровано 6095 одужань, загальна кількість одужань зросла до 765800. Зареєстровано 110 смертей, кількість померлих зросла до 6613. Зареєстровано 108369 активних випадків хвороби, з них 885 у реанімації та 432 на штучній вентиляції легень.[97]
- Нова Зеландія повідомила про 5 нових випадків хвороби, загальна кількість випадків зросла до 2794 (2438 підтверджених і 356 ймовірних). Зареєстроване одне одужання, загальна кількість одужань зросла до 2723. Кількість померлих залишилася на рівні 26. Налічувалось 45 активних випадків хвороби.[98]
- У Сінгапурі повідомили про 48 нових випадків хвороби, у тому числі 42 з місцевою передачею вірусу та 6 завезених, загальна кількість випадків зросла до 62852. З випадків місцевої передачі 33 були пов'язані з кластером KTV. Згодом з ним пов'язали ще один випадок.[99] Зареєстровано 14 одужань, загальна кількість одужань зросла до 62481. Кількість померлих залишилася на рівні 36.[100]
- Україна повідомила про 623 нові випадки хвороби за добу та про 20 нових смертей за добу, загальна кількість зросла до 2242868 та 52685 відповідно; загалом одужали 2179665 хворих.[101]

### 16 липня
- Фіджі підтвердили 1405 нових випадків COVID-19, і повідомлено про 6 смертей, кількість померлих зросла до 80.[102]
- Індія повідомила про 38949 нових випадків хвороби, загальна кількість випадків зросла до 31 мільйона.[103]
- Індонезія повідомила про 54 тисячі нових випадків хвороби, загальна кількість випадків зросла до 2780803.
- Малайзія повідомила про 12541 новий випадок хвороби, загальна кількість випадків зросла до 893323. Зареєстровано 6742 нові одужання, загальна кількість одужань зросла до 772542. Зареєстровано 115 смертей, кількість померлих зросла до 6728. Налічувалось 114053 активних випадків хвороби, з них 896 у реанімації та 459 на штучній вентиляції легень.[104]
- Нова Зеландія повідомила про 9 нових випадків хвороби, загальна кількість випадків зросла до 2803 (2447 підтверджених і 356 ймовірних). Зареєстровано 6 одужань, загальна кількість одужань зросла до 2729. Кількість померлих залишилася на рівні 26. У керованій ізоляції перебували 48 активних випадків хвороби.[105]
- У Сінгапурі повідомили про 61 новий випадок хвороби, у тому числі 53 з місцевою передачею вірусу і 8 завезених, загальна кількість випадків зросла до 62913. З випадків місцевої передачі 32 були пов'язані з кластером KTV.[106] 17 хворих одужали, загальна кількість одужань зросла до 62498. Кількість померлих залишилася на рівні 36.[107]
- Україна повідомила про 737 нових випадків хвороби за добу та про 17 нових смертей за добу, загальна кількість зросла до 2243605 та 52702 відповідно; загалом одужав 2180281 хворий.[108]
- У Сполучених Штатах Америки кількість випадків хвороби перевищила 34 мільйони.[109]

### 17 липня
- Фіджі підтвердили 1180 нових випадків COVID-19 і повідомили про 5 смертей, кількість померлих зросла до 85.[110]
- Малайзія повідомила про 12528 нових випадків, загальна кількість випадків зросла до 905851. Зареєстровано 6629 одужань, загальна кількість одужань зросла до 779171. Зареєстровано 138 смертей, кількість померлих зросла до 6866. Наоічувалось 119814 активних випадків хвороби, з них 908 у реанімації та 425 на апараті штучної вентиляції легень.[111]
- Сінгапур повідомив про 68 нових випадків хвороби, включаючи 60 з місцевою передачею вірусу і 8 завезених, загальна кількість випадків зросла до 62981. З випадків місцевої передачі 29 були пов'язані з кластером KTV.[112] 14 хворих одужали, внаслідок чого загальна кількість одужань склала 62512. Кількість померлих залишилася на рівні 36.[113]
- Україна повідомила про 591 новий випадок хвороби за добу та 16 нових смертей за добу, загальна кількість зросла до 224496 та 52718 відповідно; загалом одужали 2180957 хворих.[114]

### 18 липня
- Фіджі підтвердили 1043 нові випадки COVID-19, і повідомили про 13 нових смертей, кількість померлих зросла до 98.[115]
- Малайзія повідомила про 10710 нових випадків хвороби, загальна кількість випадків зросла до 916561. Зареєстровано 5778 одужань, загальна кількість одужань зросла до 784949. Зареєстровано 153 смерті, кількість померлих зросла до 7019. Налічувалось 124593 активні випадки хвороби, з них 909 у реанімації та 445 на штучній вентиляції легень.[116]
- Нова Зеландія повідомила про 12 нових випадків хвороби, загальна кількість випадків зросла до 2814 (2458 підтверджених і 356 ймовірних). Один раніше зареєстрований випадок було перекласифіковано, що дало загальну чисту зміну в 11 випадків. Зареєстровано 14 одужань, а загальна кількість одужань досягла 2743. Кількість померлих залишилася на рівні 26. У керованій ізоляції перебували 45 активних випадків хвороби.[117]
- У Сінгапурі повідомили про 92 нові випадки хвороби, у тому числі 88 з місцевою передачею вірусу і 4 завезених, загальна кількість випадків зросла до 63073. З випадків місцевої передачі 37 були пов'язані з портовим кластером «Jurong Fishery», 23 були пов'язані з кластером KTV, а один проживав у гуртожитку.[118] Зареєстровано 14 одужань, загальна кількість одужань зросла до 62526. Кількість померлих залишилася на рівні 36.[119]
- Україна повідомила про 299 нових випадків хворобі за добу та 8 нових смертей за добу, загальна кількість зросла до 2244495 та 52726 відповідно; загалом одужали 2181198 хворих.[120]
- Міністр охорони здоров'я та соціального забезпечення Великої Британії Саджид Джавід отримав позитивний результат тестування на COVID-19, що змусило британського прем'єр-міністра Бориса Джонсона та міністра фінансів Ріші Сунака піти на самоізоляцію.[121][122]

### 19 липня
- Фіджі підтвердили 784 нових випадки COVID-19, і повідомили про 15 смертей, кількість померлих зросла до 113.[123]
- Малайзія повідомила про 10972 нові випадки хвороби, загальна кількість випадків зросла до 927533. Зареєстровано 6439 одужань, загальна кількість одужань зросла до 791388. Зареєстровано 129 смертей, кількість померлих зросла до 7148. Налічувалось 128997 активних випадків хвороби, з них 915 у реанімації та 435 на штучній вентиляції легень.[124]
- Нова Зеландія повідомила про 3 нові випадки хвороби, загальна кількість випадків зросла до 2817 (2461 підтверджених і 356 ймовірних). Один хворий одужав, загальна кількість одужань досягла 2744. Кількість померлих залишилася на рівні 26. У керованій ізоляції перебували 47 активних випадків хвороби.[125]
- У Сінгапурі повідомили про 172 нові випадки хвороби, у тому числі 163 з місцевою передачею і 9 завезених, загальна кількість випадків зросла до 63245. З випадків місцевої передачі 106 були пов'язані з портовим кластером «Jurong Fishery», а 19 з них — з кластером KTV.[126] Одужали 6 хворих, внаслідок чого загальна кількість одужань досягла 62532. Кількість померлих залишилася на рівні 36.[127]
- Україна повідомила про 182 нові випадки хвороби за добу та 5 нових смертей за добу, загальна кількість зросла до 2244677 та 52731 відповідно; загалом одужали 2181385 хворих.[128]

### 20 липня
Щотижневий звіт Всесвітньої організації охорони здоров'я:
- Фіджі підтвердили 1054 нові випадки COVID-19,і повідомили про 12 смертей, загальна кількість померлих зросла до 125.[130]
- Малайзія повідомила про 10972 нові випадки хвороби, загальна кількість випадків зросла до 927533. Зареєстровано 6439 одужань, загальна кількість одужань зросла до 791388. Зареєстровано 129 смертей, кількість померлих зросла до 7148. Налічувалось 128997 активних випадків хвороби, з них 915 у реанімації та 435 на штучній вентиляції легень.[131]
- Нова Зеландія повідомила про 6 нових випадків хвороби, а один раніше зареєстрований випадок був перекласифікований; загальна кількість випадків зросла до 2822 (2466 підтверджених і 356 ймовірних). Зареєстровано одне одужання, загальна кількість одужань зросла до 2745. Кількість померлих залишилася на рівні 26. У керованій ізоляції перебував 51 активний випадок хвороби.[132]
- У Росії кількість випадків COVID-19 перевищила 6 мільйонів.[133]
- Сінгапур повідомив про 195 нових випадків хвороби, у тому числі 182 з місцевою передачею вірусу і 13 завезених, загальна кількість випадків зросла до 63440. З випадків місцевої передачі 135 були пов'язані з портовим кластером «Jurong Fishery», а 12 з них — з кластером KTV.[134] 11 хворих одужали, загальна кількість одужань зросла до 62543. Кількість померлих залишилася на рівні 36.[135]
- Україна повідомила про 598 нових випадків хвороби за добу та 25 нових смертей за добу, загальна кількість зросла до 2245275 та 52756 відповідно; загалом одужали 2181925 хворих.[136]

### 21 липня
- Фіджі підтвердили 1091 новий випадок хвороби. Повідомлено про 21 нову смерть, кількість померлих зросла до 146.[137][138]
- Малайзія повідомила про 11985 нових випадків хвороби, загальна кількість випадків зросла до 951884. Зареєстровано 7902 нові одужання, загальна кількість одужань зросла до 806857. Зареєстровано 199 смертей, кількість померлих зросла до 7440. Налічувалось 137587 активних випадків хвороби, з них 927 у реанімації та 459 на штучній вентиляції легень.[139]
- Нова Зеландія повідомила про 6 нових випадків хвороби, загальна кількість випадків зросла до 2828 (2472 підтверджених і 356 ймовірних). Зареєстровано одне одужання, загальна кількість одужань зросла до 2746. Кількість померлих залишилася на рівні 26. Налічувалося 56 активних випадків хвороби.[140]
- У Сінгапурі повідомили про 181 новий випадок хвороби, у тому числі 179 з місцевою передачею вірусу і 2 завезені, загальна кількість випадків зросла до 63621. З випадків місцевої передачі 130 були пов'язані з портовим кластером «Jurong Fishery», а 8 із них — з кластером KTV.[141] Зреєстровано 17 одужань, загальна кількість одужань зросла до 62560. Кількість померлих залишилася на рівні 36.[142]
- Україна повідомила про 655 нових випадків хвороби за добу та 13 нових смертей за добу, загальна кількість зросла до 2245930 та 52769 відповідно; загалом одужали 2182502 хворі.[143]

### 22 липня
- Фіджі підтвердили 918 нових випадків хвороби. Повідомлено про 15 смертей, кількість померлих зросла до 161.[144]
- Індонезія повідомила про 49509 нових випадків хвороби, загальна кількість випадків зросла до 3033339 випадків.[145]
- Малайзія повідомила про 13034 нові випадки хвороби, загальна кількість випадків зросла до 968918. Зареєстровано 8436 нових одужань, загальна кількість одужань зросла до 815293. Зареєстровано 134 смерті, кількість померлих зросла до 7575. Налічувався 142051 активний випадок хвороби, з них 938 у реанімації та 459 на апараті штучної вентиляції легень.[146]
- Нова Зеландія повідомила про 7 нових випадків хвороби, загальна кількість випадків зросла до 2835 (2479 підтверджених і 356 ймовірних). Один хворий одужав, загальна кількість одужань досягла 2747. Кількість померлих залишилася на рівні 26. У керованій ізоляції перебували 62 активні випадки хвороби.[147]
- У Росії повідомили про перші випадки гамма-варіанту коронавірусу.[148]
- Сінгапур повідомив про 170 нових випадків хвороби, у тому числі 162 з місцевою передачею вірусу і 8 завезених, загальна кількість випадків зросла до 63791. З випадків місцевої передачі 87 були пов'язані з портовим кластером «Jurong Fishery», 5 були пов'язані з кластером KTV, а 2 проживали в гуртожитках.[149] 16 хворих одужали, загальна кількість одужань зросла до 62576. Кількість померлих залишилася на рівні 36.[150]
- Україна повідомила про 726 нових випадків хвороби за добу та 21 нову смерть за добу, загальна кількість зросла до 2246656 та 52790 відповідно; загалом одужали 2183003 хворих.[151]

### 23 липня
- Фіджі підтвердили 468 нових випадків хвороби. Повідомлено про 11 смертей, кількість померлих зросла до 172.[152]
- Малайзія повідомила про 15573 нові випадки хвороби, загальнуа кількість випадків зросла до 980491. Зареєстровано 10094 нових одужань, загальна кількість одужань зросла до 825387. Зареєстровано 144 смерті, кількість померлих зросла до 7718. Налічувалось 147386 активних випадків хвороби, з них 939 у реанімації та 456 на штучній вентиляції легень.[153]
- Нова Зеландія повідомила про 19 нових випадків хвороби і один історичний випадок, загальна кількість випадків зросла до 2855 (2499 підтверджених і 356 ймовірних). Одужали 2 хворих, загальнау кількість одужань зросла до 2749. Кількість померлих залишилася на рівні 26. Налічувалось 80 активних випадків хвороби.[154]
- У Пакистані кількість випадків COVID-19 перевищила 1 мільйон.[155]
- Сінгапур повідомив про 133 нових випадки хвороби, включаючи 130 з місцевою передачею вірусу і 3 завезених, загальна кількість випадків зросла до 63924. З випадків місцевої передачі 78 з них були пов'язані з портовим кластером «Jurong Fishery», а 6 із них — з кластером KTV.[156] 11 хворих одужали, внаслідок чого загальна кількість одужань зросла до 62587. Кількість померлих залишилася на рівні 36.[157]
- Україна повідомила про 763 нові випадки хвороби за добу та 21 нову смерть за добу, загальна кількість зросла до 2247419 та 52811 відповідно; загалом одужали 2183642 хворі.[158]
- Американський баскетбольний тренер Білл Селф отримав позитивний результат тестування на COVID-19, незважаючи на повну вакцинацію.[159]

### 24 липня
- Фіджі підтвердили 684 нових випадки хвороби. Повідомлено про 5 смертей, кількість померлих зросла до 177.[160]
- Малайзія повідомила про 15902 нові випадки хвороби, загальна кількість випадків зросла до 996393. Зареєстровано 9471 нове одужання, загальна кількість одужань зросла до 834858. Зареєстровано 184 смерті, кількість померлих зросла до 7902. Налічувались 153633 активні випадки хвороби, з них 950 у реанімації та 468 на апараті штучної вентиляції легень.[161]
- У Новій Зеландії повідомили про 3 нові випадки хвороби та 2 історичні випадки в рамках контрольованих ізоляторів, загальна кількість підтверджених випадків зросла до 2504. 10 раніше зареєстрованих випадків одужали, а кількість активних випадків хвороби становила 75.[162]
- У Сінгапурі повідомили про 130 нових випадків хвороби, у тому числі 127 з місцевою передачею вірусу і 3 завезених, загальна кількість випадків зросла до 64054. З випадків місцевої передачі 75 були пов'язані з портовим кластером «Jurong Fishery», 5 пов'язані з кластером KTV, а один проживав у гуртожитку.[163] Зареєстровано 8 одужань, загальна кількість одужань зросла до 62595. Пізніше було підтверджено ще одну смерть, внаслідок чого кількість померлих зросла до 37.[164]
- Україна повідомила про 745 нових випадків хвороби за добу та 24 нові смерті за добу, загальна кількість випадків зросла до 2248164 та 52835 відповідно; загалом одужали 2184036 хворих.[165]

### 25 липня
- Фіджі підтвердили 626 нових випадків хвороби. Повідомлено про 9 смертей, кількість померлих зросла до 186.[166]
- Малайзія повідомила про 17045 нових випадків хвороби, перевищивши 1 мільйон випадків загалом, загальна кількість зросла до 1013438. Зареєстровано 9683 одужання, загальна кількість одужань зросла до 844451. Зареєстровано 92 смерті, кількість померлих зросла до 7994. Налічувалось 160903 активних випадків хвороби, з них 970 у реанімації та 501 на апараті штучної вентиляції легень.[167]
- Нова Зеландія повідомила про 8 нових випадків хвороби, загальна кількість випадків зросла до 2862 (2506 підтверджених і 356 ймовірних). Один раніше зареєстрований випадок також було перекласифіковано, що спричинило чисте збільшення на 7 випадків. 29 хворих одужали, загальна кількість одужань зросла до 2778. Кількість померлих залишилася на рівні 26. Налічувались 58 активних випадків хвороби.[168]
- У Сінгапурі повідомили про 125 нових випадків хвороби, у тому числі 117 з місцевою передачею інфекції і 8 завезених, загальна кількість випадків зросла до 64179. З випадків місцевої передачі 46 були пов'язані з портовим кластером «Jurong Fishery», 5 було пов'язані з кластером KTV, а один проживав у гуртожитку.[169] 10 хворих одужали, загальна кількість одужань зросла до 62605. Кількість померлих залишилася на рівні 37.[170]
- Україна повідомила про 286 нових випадків хвороби за добу та про 12 нових смертей за добу, загальна кількість зросла до 2248450 та 52847 відповідно; загалом одужали 2184195 хворих.[171]

### 26 липня
- Фіджі підтвердили 1285 нових випадків хвороби. Повідомлено про 9 смертей, кількість померлих зросла до 195.[172]
- Малайзія повідомила про 14516 нових випадків хвороби, загальна кількість випадків зросла до 1027954. Зареєстровано 9372 одужання, загальна кількість одужань зросла до 853913. Повідомлено про 207 смертей, кількість померлих зросла до 8207. Нареєстровано 165840 активних випадків, з них 1009 у реанімації та 524 на штучній вентиляції легень.[173]
- Нова Зеландія повідомила про 3 нові випадки хвороби, загальна кількість випадків зросла до 2863 (2507 підтверджених і 356 ймовірних). 2 раніше зареєстровані випадки також були перекваліфіковані, що призвело до чистого збільшення на один випадок. 5 хворих одужали, загальна кількість одужань досягла 2783. Кількість померлих залишилася на рівні 26. У керованій ізоляції перебували 54 активні випадки хвороби.[174]
- У Сінгапурі повідомили про 135 нових випадків хвороби, у тому числі 129 з місцевою передачею вірусу і 6 завезених, загальна кількість випадків зросла до 64314. З випадків місцевої передачі 61 був пов'язаний з портовим кластером «Jurong Fishery», 6 були пов'язані з кластером KTV, а один проживав у гуртожитку.[175] 12 хворих одужали, внаслідок чого загальна кількість одужань склала 62617. Кількість померлих залишилася на рівні 37.
- Україна повідомила про 213 нових випадків хвороби за добу та про 2 нові смерті за добу, загальна кількість зросла до 2248663 та 52849 відповідно; загалом одужали 2184365 хворих.[176]

### 27 липня
Щотижневий звіт Всесвітньої організації охорони здоров'я:
- Канадська провінція Онтаріо повідомила про 129 нових випадків хвороби.[178][179][180]
- Фіджі повідомили про 715 нових випадків COVID-19. Повідомлено про 11 смертей, кількість померлих зросла до 206.[181]
- Малайзія повідомила про 16117 нових випадків хвороби, загальна кількість випадків до 1044071. Зареєстровано 11526 одужань, загальна кількість одужань зросла до 865439. Зареєстровано 207 смертей, кількість померлих зросла до 8408. Налічувалось 170224 активних випадків хвороби, з них 1023 у реанімації та 524 на апаратах штучної вентиляції легень.[182]
- Нова Зеландія повідомила про один новий випадок хвороби, загальна кількість випадків зросла до 2863 (2507 підтверджених і 356 ймовірних). Зареєстровано 2 одужання, загальна кількість одужань зросла до 2785. Кількість померлих залишилася на рівні 26. У керованій ізоляції перебувли 52 випадки хвороби.[183]
- У Сінгапурі повідомили про 139 нових випадків хвороби, у тому числі 136 із місцевою передачею вірусу і 3 завезені, загальна кількість випадків зросла до 64453. З випадків місцевої передачі 36 були пов'язані з портовим кластером «Jurong Fishery», 2 були пов'язані з кластером KTV, а 8 проживали в гуртожитках.[184] Зареєстровано 20 одужань, загальна кількість одужань зросла до 62637. Кількість померлих залишилася на рівні 37.[185]
- Україна повідомила про 681 новий випадок хвороби за добу та 27 нових смертей за добу, загальну кількість зросла до 2249344 та 52876 відповідно; загалом одужали 2184880 хвороби.[186]

### 28 липня
- Канада повідомила про 903 нових випадки хвороби, загальна кількість випадків зросла до 1429585. Канада також повідомила про 6 нових смертей, кількість померлих зросла до 26576.[187]
- Фіджі повідомили про 1301 новий випадок хвороби. Повідомлено про 9 смертей, кількість померлих зросла до 227.[188]
- Малайзія повідомила про 17170 нових випадків хвороби, загальна кількість випадків зросла до 1078646. Зареєстровано 12930 одужань, загальна кількість одужань зросла до 890742. Зареєстровано 174 смерті, кількість померлих зросла до 8725. Налічувалось 179179 активних випадків хвороби, з них 1043 у реанімації та 531 на апараті штучної вентиляції легень.[189]
- Нова Зеландія повідомила про один новий випадок хвороби, загальна кількість випадків зросла до 2864 (2508 підтверджених, 356 ймовірних). Зареєстровано 10 нових одужань, загальна кількість одужань зросла до 2795. Кількість померлих залишилася на рівні 26. У керованій ізоляції перебували 43 активні випадки хвороби.[190]
- У Сінгапурі повідомили про 136 нових випадків хвороби, у тому числі 130 з місцевою передачею вірусу і 6 завезених, загальна кількість випадків до 64589. З випадків місцевої передачі 27 були пов'язані з портовим кластером «Jurong Fishery», 2 з них пов'язані з кластером KTV, а 3 проживали в гуртожитках[191]. 26 хворих одужали, внаслідок чого загальна кількість одужань досягла 62663. Кількість померлих залишилася на рівні 37.[192]
- Україна повідомила про 717 нових випадків хвороби за добу та про 15 нових смертей за добу, загальна кількість зросла до 2250061 та 52891 відповідно; загалом одужали 2185339 хворих.[193]

### 29 липня
- Канада повідомила про 903 нових випадки хвороби, загальна кількість випадків зросла до 1429585. Канада також повідомила про 6 нових смертей, кількість померлих зросла до 26576.[187]
- Фіджі повідомили про 1301 новий випадок хвороби. Повідомлено про 9 смертей, кількість померлих зросла до 227.[188]
- Малайзія повідомила про 17170 нових випадків хвороби, загальна кількість випадків зросла до 1078646. Зареєстровано 12930 одужань, загальна кількість одужань зросла до 890742. Зареєстровано 174 смерті, кількість померлих зросла до 8725. Налічувались 179179 активних випадків хвороби, з них 1043 у реанімації та 531 на апараті штучної вентиляції легень.[189]
- Нова Зеландія повідомила про 5 нових випадків хвороби, загальна кількість випадків зросла до 2867 (2511 підтверджених, 356 ймовірних). 2 раніше зареєстровані випадки також були перекваліфіковані, що призвело до чистого збільшення на 3 випадки. Загальна кількість одужань залишилася на рівні 2795. Кількість померлих залишилася на рівні 26. Налічувалось 46 активних випадків хвороби.[194]
- У Сінгапурі повідомили про 133 нові випадки хвороби, у тому числі 129 із місцевою передачею вірусу і 4 завезені, загальна кількість випадків зросла до 64722. З випадків місцевої передачі 30 були пов'язані з портовим кластером «Jurong Fishery», 2 були пов'язані з кластером KTV, а 3 проживали в гуртожитках.[195] 16 хворих одужали, внаслідок чого загальна кількість одужань зросла до 62679. Кількість померлих залишилася на рівні 37.[196]
- Україна повідомила про 846 нових випадків хвороби за добу та 25 нових смертей за добу, загальна кількість зросла до 2250907 і 52916 відповідно; загалом одужали 2185849 хворих.[197]

### 30 липня
- Канада повідомила про 898 нових випадків зараження, загальна кількість випадків зросла до 1430483. Канада також повідомила про 16 нових смертей, кількість померлих зросла до 26592.[187]
- Фіджі підтвердили 1163 нові випадки хвороби. Повідомлено про 6 нових смертей, кількість померлих зросла до 233.[198][199]
- Малайзія повідомила про 16840 нових випадків хвороби, загальна кількість випадків зросла до 1095486. Зареєстровано 12179 нових одужань, загальна кількість одужань зросла до 902921. Зареєстровано 134 смерті, кількість померлих зросла до 8859. Налічувалось 183706 активних випадків хвороби, з них 1055 у реанімації та 532 на штучній вентиляції легень.[200]
- Нова Зеландія повідомила про 2 нових випадки хвороби та один історичний випадок, загальна кількість випадків зросла до 2870 (2514 підтверджених, 356 ймовірних). 4 хворих одужали, загальна кількість одужань зросла до 2799. Кількість померлих залишилася на рівні 26. Налічувалось 45 активних випадків хвороби.[201]
- Сінгапур повідомив про 139 нових випадків хвороби, у тому числі 131 з місцевою передачею вірусу і 8 завезених, загальна кількість випадків зросла до 64861. З випадків місцевої передачі 28 були пов'язані з портовим кластером «Jurong Fishery», один був пов'язаний з кластером KTV, а 4 проживали в гуртожитках.[202] Зареєстровано 54 одужання, загальна кількість одужань зросла до 62733. Кількість померлих залишилася на рівні 37.[203]
- Україна повідомила про 962 нові випадки хвороби за добу та 14 нових смертей за добу, загальна кількість зросла до 2251869 та 52930 відповідно; загалом одужали 2186353 хворі.[204]

### 31 липня
- Канада повідомила про 958 нових випадків хвороби, загальна кількість випадків зросла до 1431441, і повідомила про 6 нових смертей, кількість померлих зросла до 26598.[187]
- Фіджі підтвердили 1121 новий випадок COVID-19. Повідомлено про 6 смертей, кількість померлих зросла до 238.[205]
- Малайзія повідомила про 17786 нових випадків хвороби, загальна кількість випадків зросла до 1113272. Зареєстровано 11718 нових одужань, загальна кількість випадків зросла до 914639. Зареєстровано 165 смертей, кількість померлих зросла до 9024. Налічувалось 189609 активних випадків хвороби, з них 1062 у реанімації та 534 на апараті штучної вентиляції легень.[206]
- Сінгапур повідомив про 120 нових випадків хвороби, включаючи 117 з місцевою передачею вірусу і 3 завезених, загальна кількість випадків зросла до 64981. З випадків місцевої передачі 26 були пов'язані з портовим кластером «Jurong Fishery», один був пов'язаний з кластером KTV, а один проживав у гуртожитку.[207] 130 хворих одужали, загальна кількість одужань зросла до 62863. Кількість померлих залишилася на рівні 37.[208]
- Україна повідомила про 916 нових випадків хвороби за добу та 15 нових смертей за добу, загальна кількість зросла до 2252785 та 52945 відповідно; загалом одужали 2186863 хворі.[209]

## Резюме
Протягом липня 2021 року жодна нова країна чи територія не підтвердили перші випадки хвороби.
Станом на кінець липня лише такі країни та території не повідомляли про випадки зараження SARS-CoV-2:
Азія
- Кокосові острови
- Острів Різдва
- Північна Корея
- Туркменістан

Європа
- Шпіцберген ( Норвегія)

Океанія
- Острови Кука
- Науру
- Ніуе
- Острів Норфолк
- Піткерн
- Токелау
- Тонга
- Тувалу